# Het Vikingland
Het Vikingland is een  stripverhaal uit de reeks van Jerom, uitgegeven door de Standaard Uitgeverij in 1986.

## Locaties
- Huis van Jerom, dierentuin, kroeg, haven, zeehondeneiland

## Personages
- Jerom, Dolly, Astrotol, Femke, Boskop, cafébezoekers, waard, Knut, Helmut, walvisvaarders

## Het verhaal
Astrotol logeert sinds het vorige avontuur bij Jerom en ze besluiten naar de dierentuin te gaan. Daar is ook Dolly met haar neefje en nichtje. Astrotol kan met zeehonden praten en hoort dat jagers de babyzeehonden bedreigen. De vrienden besluiten daar heen te gaan om te helpen en huren een boot. Dan zien ze orka's met mannen er op, het blijken Vikingen te zijn. Er breekt een gevecht uit en de vrienden worden gevangengenomen. Het schip wordt tot zinken gebracht. Knut en Helmut zijn stiekem achter de vrienden aan gevaren en zien brokstukken van het schip. 
Jerom, Dolly, Astrotol, Femke en Boskop kunnen dankzij een jonge zeehond ontsnappen en varen in een drakkar weg, maar worden achtervolgd door walvisvaarder. Jerom kan de mannen verslaan en de Vikingen krijgen door dat ze de vrienden niet hoeven te vrezen. De walvisjagers worden weggejaagd en moeten naar huis zwemmen. De Vikingen zijn bang dat het laatste rustpunt voor de zeehondjes nu vaker doelwit zal zijn. Astrotol betovert het eiland, waardoor het in de wolken gaat zweven. De vrienden vertrekken in de drakkar naar huis.